# 森澤敏哉
森澤 敏哉（もりさわ としや）は、日本の農林水産技官。農林水産省関東農政局次長等を経て、農林水産省北陸農政局長。

## 人物・経歴
岩手県盛岡市出身。青森県立八戸北高等学校を経て、1984年岩手大学農学部卒業、農林水産省入省。農林水産省生産局種苗課課長補佐、農林水産省農林水産技術会議事務局技術安全課課長補佐、経済産業省産業技術環境局成果普及・連携推進室長、農林水産省大臣官房企画室企画官、農林水産省生産局農産部農業環境対策課鳥獣災害対策室長等を経て、2013年文部科学省研究開発局地震・防災研究課長。2015年に新設の農林水産省農村振興局農村環境課長に就任。2018年から農林水産省関東農政局次長を務め、農産物等の輸出支援の強化などにあたった。2019年農林水産省北陸農政局長。2020年公益社団法人福島相双復興推進機構総括復興コンサルタント。